# Nilda Garré
Nilda Celia Garré (sinh ngày 3 tháng 11 năm 1945) là một luật sư, chính khách và nhà ngoại giao người Argentina. Bà là Bộ trưởng Bộ Quốc phòng trong thời kì cầm quyền của cố tổng thống Nestor Kirchner và tiếp tục giữ cương vị đó, và thêm vai trò Bộ trưởng Bộ An ninh, dưới thời Tổng thống Cristina Fernández de Kirchner. Bà là người phụ nữ đầu tiên trong lịch sử quốc gia của mình phục vụ trong cả hai cơ quan trên. Bà cũng là Đại diện của Argentina với OAS. Bà hiện là một Nghị sĩ trong Hạ nghị viện Argentina.

## Đời tư và sự nghiệp
Garré sinh ra tại quận San Telmo thuộc Buenos Aires, và có được bằng Luật tại Universidad del Salvador khi bà 22 tuổi. Cha của bà, Raúl Garré, là một thành viên Peronist của  Buenos Aires Province House of Representatives mãi cho đến khi cuộc đảo chính chống lại Tổng thống Juan Perón diễn ra vào năm 1955.
Được bầu cử trong cuộc thắng phiếu lớn của Peronist vào tháng 3 năm 1973, Garré trở thành người phụ nữ trẻ nhất từng được bầu vào Quốc hội tại Argentina vào thời điểm đó, và là một trong số những người trên chuyến bay để trả Perón về Argentina. Bà kết hôn với Juan Manuel Abal Medina, người vào lúc đó là Tổng thư ký của Đảng Justicialist Party vào năm 1973.
Garré là một trong số một vài người phụ nữ Nam Mỹ mà, vào khoảng năm 2005, có được những vị trí lãnh đạo mà theo truyền thống sẽ do đàn ông nắm giữ. Nhóm này ngoài ra còn gồm có Tổng thống Chile Michelle Bachelet và người đồng hương của Garré, Felisa Miceli, là Bộ trưởng Bộ Kinh tế. Sau này sẽ có thêm cả Tổng thống Brazil Dilma Rousseff và Tổng thống Argentina Cristina Fernández de Kirchner.